# Óscar Córdoba
Óscar Eduardo Córdoba Arce (Cali, 3 febbraio 1970) è un ex calciatore colombiano, di ruolo portiere.
Con la Nazionale colombiana ha preso parte a due Mondiali, USA 1994 e Francia 1998.

## Carriera

### Club
Córdoba cominciò la sua carriera professionistica nell'Atlético Nacional nel 1988, ma si trasferì al Deportivo Cali nel 1989 e andò in prestito al Deportes Quindío nel 1990. Nel 1991 andò al Millonarios. Nel 1993 giocò per Once Caldas e per América de Cali, squadra con la quale avrebbe vinto il campionato colombiano nel 1997.
Dopo quella vittoria, fu ceduto al Boca Juniors, per un periodo che sarebbe stato il più proficuo in termini di vittorie della sua carriera. Vincerà il campionato argentino di Apertura 1998, di Clausura 1999 e di Apertura 2000, la Coppa Libertadores 2000 e 2001, e la Coppa Intercontinentale 2000.
Pronto a fare il grande salto in Europa, Córdoba fu ingaggiato bel gennaio 2002 dal Perugia di Gaucci, ma nell'estate successiva dopo solo mezza stagione venne ceduto in Turchia al Beşiktaş. In Turchia giocò spesso contro un altro portiere colombiano della Süper Lig, Faryd Mondragón del Galatasaray. Dopo quattro stagioni e la vittoria della Süper Lig 2002/2003 e della Coppa Turca 2005/2006 si trasferì all'Antalyaspor, squadra nella quale annunciò il proprio ritiro dopo la stagione 2006-2007. A dispetto dell'annuncio, Córdoba ritornò in Colombia e firmò per il Deportivo Cali per giocare nella stagione successiva. Alla fine del contratto con il Deportivo Cali firma per il Millonarios dove gioca con distinzione fino al ritiro dal calcio giocato nel dicembre 2009.

### Nazionale
Óscar Córdoba ha debuttato con la Nazionale colombiana il 31 marzo 1993 in un'amichevole contro la Costa Rica. Nella sua carriera ha giocato più di 70 partite con Nazionale colombiana, che ne fa il portiere con più presenze nella storia del calcio colombiano. Ha preso parte a due Mondiali, USA 1994 e Francia 1998 e a due Coppe America, nel 1993 e nel 2001 quando la Colombia ha vinto il torneo per la prima volta nella sua storia con Córdoba come primo portiere. Ha partecipato come primo portiere alla FIFA Confederations Cup in Francia nel 2003, dove la Nazionale colombiana è arrivata quarta.
Il 10 settembre 2003 Óscar Córdoba ha sorpassato il record di 68 presenza di René Higuita, diventando il primo portiere colombiano per numero di presenze. Nel novembre 2003, in una partita per le qualificazioni al Campionato del mondo 2006 contro l'Argentina finita 1-1, ha giocato la sua ultima partita per la Nazionale colombiana. È stato convocato per l'ultima volta nella Nazionale colombiana in Ottobre 2009 quando è stato scelto come terzo portiere per una partita di qualificazione al Campionato del mondo 2010.

## Palmarès

### Club

#### Competizioni nazionali
- Copa Mustang: 1

América de Cali: 1997
- Campionato argentino: 3

Boca Juniors: Apertura 1998, Clausura 1999, Apertura 2000
- Campionato turco: 1

Beşiktaş: 2002-2003
- Coppa di Turchia: 1

Beşiktaş: 2005-2006

#### Competizioni internazionali
- Coppa Libertadores: 3

Atlético Nacional: 1989
Boca Juniors: 2000, 2001
- Coppa Intercontinentale: 1

Boca Juniors: 2000

### Nazionale
- Coppa America: 1

2001

### Individuale
- Equipo Ideal de América: 2

2000, 2001

## Statistiche

### Cronologia presenze e reti in nazionale
| Cronologia completa delle presenze e delle reti in nazionale ― Colombia | Cronologia completa delle presenze e delle reti in nazionale ― Colombia | Cronologia completa delle presenze e delle reti in nazionale ― Colombia | Cronologia completa delle presenze e delle reti in nazionale ― Colombia | Cronologia completa delle presenze e delle reti in nazionale ― Colombia | Cronologia completa delle presenze e delle reti in nazionale ― Colombia | Cronologia completa delle presenze e delle reti in nazionale ― Colombia | Cronologia completa delle presenze e delle reti in nazionale ― Colombia |
| Data                                                                    | Città                                                                   | In casa                                                                 | Risultato                                                               | Ospiti                                                                  | Competizione                                                            | Reti                                                                    | Note                                                                    |
| ----------------------------------------------------------------------- | ----------------------------------------------------------------------- | ----------------------------------------------------------------------- | ----------------------------------------------------------------------- | ----------------------------------------------------------------------- | ----------------------------------------------------------------------- | ----------------------------------------------------------------------- | ----------------------------------------------------------------------- |
| 31-3-1993                                                               | Medellín                                                                | Colombia                                                                | 4 – 1                                                                   | Costa Rica                                                              | Amichevole                                                              | -                                                                       | 58’                                                                     |
| 8-5-1993                                                                | Miami                                                                   | Stati Uniti                                                             | 1 – 2                                                                   | Colombia                                                                | Amichevole                                                              | -1                                                                      |                                                                         |
| 6-6-1993                                                                | Bogotà                                                                  | Colombia                                                                | 1 – 0                                                                   | Cile                                                                    | Amichevole                                                              | -                                                                       |                                                                         |
| 16-6-1993                                                               | Machala                                                                 | Colombia                                                                | 2 – 1                                                                   | Messico                                                                 | Coppa America 1993 - 1º turno                                           | -1                                                                      |                                                                         |
| 20-6-1993                                                               | Machala                                                                 | Colombia                                                                | 1 – 1                                                                   | Bolivia                                                                 | Coppa America 1993 - 1º turno                                           | -1                                                                      |                                                                         |
| 23-6-1993                                                               | Guayaquil                                                               | Colombia                                                                | 1 – 1                                                                   | Argentina                                                               | Coppa America 1993 - 1º turno                                           | -1                                                                      |                                                                         |
| 26-6-1993                                                               | Guayaquil                                                               | Colombia                                                                | 1 – 1 (5 – 3 dtr)                                                       | Uruguay                                                                 | Coppa America 1993 - Quarti di finale                                   | -1                                                                      |                                                                         |
| 1-7-1993                                                                | Guayaquil                                                               | Argentina                                                               | 0 – 0 (6 – 5 dtr)                                                       | Colombia                                                                | Coppa America 1993 - Semifinale                                         | -                                                                       |                                                                         |
| 3-7-1993                                                                | Portoviejo                                                              | Ecuador                                                                 | 0 – 1                                                                   | Colombia                                                                | Coppa America 1993 - Finale 3º posto                                    | -                                                                       | [ 3 ]                                                                   |
| 1-8-1993                                                                | Barranquilla                                                            | Colombia                                                                | 0 – 0                                                                   | Paraguay                                                                | Qual. Mondiali 1994                                                     | -                                                                       |                                                                         |
| 8-8-1993                                                                | Lima                                                                    | Perù                                                                    | 0 – 1                                                                   | Colombia                                                                | Qual. Mondiali 1994                                                     | -                                                                       |                                                                         |
| 15-8-1993                                                               | Barranquilla                                                            | Colombia                                                                | 2 – 1                                                                   | Argentina                                                               | Qual. Mondiali 1994                                                     | -1                                                                      |                                                                         |
| 22-8-1993                                                               | Asunción                                                                | Paraguay                                                                | 1 – 1                                                                   | Colombia                                                                | Qual. Mondiali 1994                                                     | -1                                                                      |                                                                         |
| 29-8-1993                                                               | Barranquilla                                                            | Colombia                                                                | 4 – 0                                                                   | Perù                                                                    | Qual. Mondiali 1994                                                     | -                                                                       |                                                                         |
| 5-9-1993                                                                | Buenos Aires                                                            | Argentina                                                               | 0 – 5                                                                   | Colombia                                                                | Qual. Mondiali 1994                                                     | -                                                                       |                                                                         |
| 28-1-1994                                                               | Barinas                                                                 | Venezuela                                                               | 1 – 2                                                                   | Colombia                                                                | Amichevole                                                              | -1                                                                      |                                                                         |
| 6-2-1994                                                                | Jedda                                                                   | Arabia Saudita                                                          | 1 – 1                                                                   | Colombia                                                                | Amichevole                                                              | -1                                                                      |                                                                         |
| 9-2-1994                                                                | Jedda                                                                   | Arabia Saudita                                                          | 0 – 1                                                                   | Colombia                                                                | Amichevole                                                              | -                                                                       |                                                                         |
| 18-2-1994                                                               | Miami                                                                   | Svezia                                                                  | 0 – 0                                                                   | Colombia                                                                | Joe Robbie Cup                                                          | -                                                                       |                                                                         |
| 20-2-1994                                                               | Miami                                                                   | Colombia                                                                | 2 – 0                                                                   | Bolivia                                                                 | Joe Robbie Cup                                                          | -                                                                       | 46’                                                                     |
| 26-2-1994                                                               | Los Angeles                                                             | Colombia                                                                | 2 – 2                                                                   | Corea del Sud                                                           | Amichevole                                                              | -2                                                                      | 46’                                                                     |
| 2-3-1994                                                                | Città del Messico                                                       | Messico                                                                 | 0 – 0                                                                   | Colombia                                                                | Amichevole                                                              | -                                                                       |                                                                         |
| 7-4-1994                                                                | Villavicencio                                                           | Colombia                                                                | 0 – 1                                                                   | Bolivia                                                                 | Amichevole                                                              | -1                                                                      |                                                                         |
| 17-4-1994                                                               | Armenia                                                                 | Colombia                                                                | 1 – 0                                                                   | Nigeria                                                                 | Amichevole                                                              | -                                                                       | Ingresso                                                                |
| 3-5-1994                                                                | Miami                                                                   | Colombia                                                                | 1 – 0                                                                   | Perù                                                                    | Miami Cup 1994 - Semifinale                                             | -                                                                       |                                                                         |
| 3-6-1994                                                                | Boston                                                                  | Colombia                                                                | 2 – 0                                                                   | Irlanda del Nord                                                        | Amichevole                                                              | -                                                                       |                                                                         |
| 5-6-1994                                                                | East Rutherford                                                         | Colombia                                                                | 2 – 0                                                                   | Grecia                                                                  | Amichevole                                                              | -                                                                       |                                                                         |
| 18-6-1994                                                               | Pasadena                                                                | Romania                                                                 | 3 – 1                                                                   | Colombia                                                                | Mondiali 1994 - 1º turno                                                | -3                                                                      |                                                                         |
| 22-6-1994                                                               | Pasadena                                                                | Stati Uniti                                                             | 2 – 1                                                                   | Colombia                                                                | Mondiali 1994 - 1º turno                                                | -2                                                                      |                                                                         |
| 26-6-1994                                                               | San Francisco                                                           | Colombia                                                                | 2 – 0                                                                   | Svizzera                                                                | Mondiali 1994 - 1º turno                                                | -                                                                       |                                                                         |
| 11-2-1995                                                               | Sydney                                                                  | Australia                                                               | 0 – 1                                                                   | Colombia                                                                | Amichevole                                                              | -                                                                       | 46’                                                                     |
| 20-7-1997                                                               | Barranquilla                                                            | Colombia                                                                | 1 – 0                                                                   | Ecuador                                                                 | Qual. Mondiali 1998                                                     | -                                                                       |                                                                         |
| 6-8-1997                                                                | Kingston                                                                | Giamaica                                                                | 1 – 0                                                                   | Colombia                                                                | Amichevole                                                              | -1                                                                      | 46’                                                                     |
| 20-8-1997                                                               | Barranquilla                                                            | Colombia                                                                | 3 – 0                                                                   | Bolivia                                                                 | Qual. Mondiali 1998                                                     | -                                                                       |                                                                         |
| 16-11-1997                                                              | Buenos Aires                                                            | Argentina                                                               | 1 – 1                                                                   | Colombia                                                                | Qual. Mondiali 1998                                                     | -1                                                                      |                                                                         |
| 25-3-1998                                                               | Bogotà                                                                  | Colombia                                                                | 0 – 0                                                                   | Jugoslavia                                                              | Amichevole                                                              | -                                                                       | 26’                                                                     |
| 22-4-1998                                                               | Santiago del Cile                                                       | Cile                                                                    | 2 – 2                                                                   | Colombia                                                                | Amichevole                                                              | -1                                                                      | 46’                                                                     |
| 3-6-1998                                                                | Bruxelles                                                               | Belgio                                                                  | 2 – 0                                                                   | Colombia                                                                | Amichevole                                                              | -2                                                                      |                                                                         |
| 9-2-1999                                                                | Miami                                                                   | Colombia                                                                | 3 – 3                                                                   | Germania                                                                | Amichevole                                                              | -3                                                                      |                                                                         |
| 13-10-1999                                                              | Córdoba                                                                 | Argentina                                                               | 2 – 1                                                                   | Colombia                                                                | Amichevole                                                              | -2                                                                      |                                                                         |
| 28-3-2000                                                               | Bogotà                                                                  | Colombia                                                                | 0 – 0                                                                   | Brasile                                                                 | Qual. Mondiali 2002                                                     | -                                                                       |                                                                         |
| 26-4-2000                                                               | La Paz                                                                  | Bolivia                                                                 | 1 – 1                                                                   | Colombia                                                                | Qual. Mondiali 2002                                                     | -1                                                                      |                                                                         |
| 4-6-2000                                                                | Bogotà                                                                  | Colombia                                                                | 3 – 0                                                                   | Venezuela                                                               | Qual. Mondiali 2002                                                     | -                                                                       |                                                                         |
| 29-6-2000                                                               | Bogotà                                                                  | Colombia                                                                | 1 – 3                                                                   | Argentina                                                               | Qual. Mondiali 2002                                                     | -3                                                                      |                                                                         |
| 19-7-2000                                                               | Lima                                                                    | Perù                                                                    | 0 – 1                                                                   | Colombia                                                                | Qual. Mondiali 2002                                                     | -                                                                       |                                                                         |
| 25-7-2000                                                               | Quito                                                                   | Ecuador                                                                 | 0 – 0                                                                   | Colombia                                                                | Qual. Mondiali 2002                                                     | -                                                                       |                                                                         |
| 15-8-2000                                                               | Bogotà                                                                  | Colombia                                                                | 1 – 0                                                                   | Uruguay                                                                 | Qual. Mondiali 2002                                                     | -                                                                       |                                                                         |
| 2-9-2000                                                                | Santiago del Cile                                                       | Cile                                                                    | 0 – 1                                                                   | Colombia                                                                | Qual. Mondiali 2002                                                     | -                                                                       | 75’                                                                     |
| 7-10-2000                                                               | Bogotà                                                                  | Colombia                                                                | 0 – 2                                                                   | Paraguay                                                                | Qual. Mondiali 2002                                                     | -2                                                                      | 41’                                                                     |
| 27-3-2001                                                               | Bogotà                                                                  | Colombia                                                                | 2 – 0                                                                   | Bolivia                                                                 | Qual. Mondiali 2002                                                     | -                                                                       |                                                                         |
| 3-6-2001                                                                | Buenos Aires                                                            | Argentina                                                               | 3 – 0                                                                   | Colombia                                                                | Qual. Mondiali 2002                                                     | -3                                                                      |                                                                         |
| 11-7-2001                                                               | Barranquilla                                                            | Colombia                                                                | 2 – 0                                                                   | Venezuela                                                               | Coppa America 2001 - 1º turno                                           | -                                                                       |                                                                         |
| 14-7-2001                                                               | Barranquilla                                                            | Colombia                                                                | 1 – 0                                                                   | Ecuador                                                                 | Coppa America 2001 - 1º turno                                           | -                                                                       |                                                                         |
| 23-7-2001                                                               | Armenia                                                                 | Colombia                                                                | 3 – 0                                                                   | Perù                                                                    | Coppa America 2001 - Quarti di finale                                   | -                                                                       |                                                                         |
| 26-7-2001                                                               | Manizales                                                               | Colombia                                                                | 2 – 0                                                                   | Honduras                                                                | Coppa America 2001 - Semifinale                                         | -                                                                       |                                                                         |
| 29-7-2001                                                               | Bogotà                                                                  | Messico                                                                 | 0 – 1                                                                   | Colombia                                                                | Coppa America 2001 - Finale                                             | -                                                                       | [ 4 ]                                                                   |
| 16-8-2001                                                               | Bogotà                                                                  | Colombia                                                                | 0 – 1                                                                   | Perù                                                                    | Qual. Mondiali 2002                                                     | -1                                                                      |                                                                         |
| 5-9-2001                                                                | Bogotà                                                                  | Colombia                                                                | 0 – 0                                                                   | Ecuador                                                                 | Qual. Mondiali 2002                                                     | -                                                                       |                                                                         |
| 7-10-2001                                                               | Montevideo                                                              | Uruguay                                                                 | 1 – 1                                                                   | Colombia                                                                | Qual. Mondiali 2002                                                     | -1                                                                      |                                                                         |
| 7-11-2001                                                               | Bogotà                                                                  | Colombia                                                                | 3 – 1                                                                   | Cile                                                                    | Qual. Mondiali 2002                                                     | -1                                                                      |                                                                         |
| 14-11-2001                                                              | Asunción                                                                | Paraguay                                                                | 0 – 4                                                                   | Colombia                                                                | Qual. Mondiali 2002                                                     | -                                                                       |                                                                         |
| 12-2-2003                                                               | Phoenix                                                                 | Messico                                                                 | 0 – 0                                                                   | Colombia                                                                | Amichevole                                                              | -                                                                       |                                                                         |
| 18-6-2003                                                               | Lione                                                                   | Francia                                                                 | 1 – 0                                                                   | Colombia                                                                | Conf. Cup 2003 - 1º turno                                               | -1                                                                      |                                                                         |
| 20-6-2003                                                               | Lione                                                                   | Colombia                                                                | 3 – 1                                                                   | Nuova Zelanda                                                           | Conf. Cup 2003 - 1º turno                                               | -1                                                                      |                                                                         |
| 22-6-2003                                                               | Saint-Étienne                                                           | Giappone                                                                | 0 – 1                                                                   | Colombia                                                                | Conf. Cup 2003 - 1º turno                                               | -                                                                       |                                                                         |
| 26-6-2003                                                               | Lione                                                                   | Camerun                                                                 | 1 – 0                                                                   | Colombia                                                                | Conf. Cup 2003 - Semifinale                                             | -1                                                                      | 54’                                                                     |
| 28-6-2003                                                               | Saint-Étienne                                                           | Colombia                                                                | 1 – 2                                                                   | Turchia                                                                 | Conf. Cup 2003 - Finale 3º posto                                        | -2                                                                      | [ 5 ]                                                                   |
| 7-9-2003                                                                | Barranquilla                                                            | Colombia                                                                | 1 – 2                                                                   | Brasile                                                                 | Qual. Mondiali 2006                                                     | -2                                                                      |                                                                         |
| 10-9-2003                                                               | La Paz                                                                  | Bolivia                                                                 | 4 – 0                                                                   | Colombia                                                                | Qual. Mondiali 2006                                                     | -4                                                                      |                                                                         |
| 19-11-2003                                                              | Barranquilla                                                            | Colombia                                                                | 1 – 1                                                                   | Argentina                                                               | Qual. Mondiali 2006                                                     | -1                                                                      |                                                                         |
| 24-5-2006                                                               | East Rutherford                                                         | Colombia                                                                | 1 – 1                                                                   | Ecuador                                                                 | Amichevole                                                              | -1                                                                      |                                                                         |
| 27-5-2006                                                               | Chicago                                                                 | Colombia                                                                | 0 – 0                                                                   | Romania                                                                 | Amichevole                                                              | -                                                                       |                                                                         |
| 2-6-2006                                                                | Mönchengladbach                                                         | Germania                                                                | 3 – 0                                                                   | Colombia                                                                | Amichevole                                                              | -3                                                                      |                                                                         |
| Totale                                                                  |                                                                         | Presenze                                                                | 73                                                                      |                                                                         | Reti                                                                    | -55                                                                     |                                                                         |